# Директорат безпеки оборони
48°48′45″ пн. ш. 2°17′28″ сх. д. / 48.81250° пн. ш. 2.29111° сх. д.
Директорат безпеки оборони (фр. Direction de la protection et de la sécurité de la défense, DPSD) — служба військової контррозвідки Франції, член французького розвідувального співтовариства. Взаємодіє з Генеральним директоратом зовнішньої безпеки (DGSE), Управлінням військової розвідки (DRM) і Головним управлінням внутрішньої розвідки (DCRI).
Діяльність DPSD регулюється статтями D.3126-5 і D.3126-9 Кодексу оборони.

## Історія

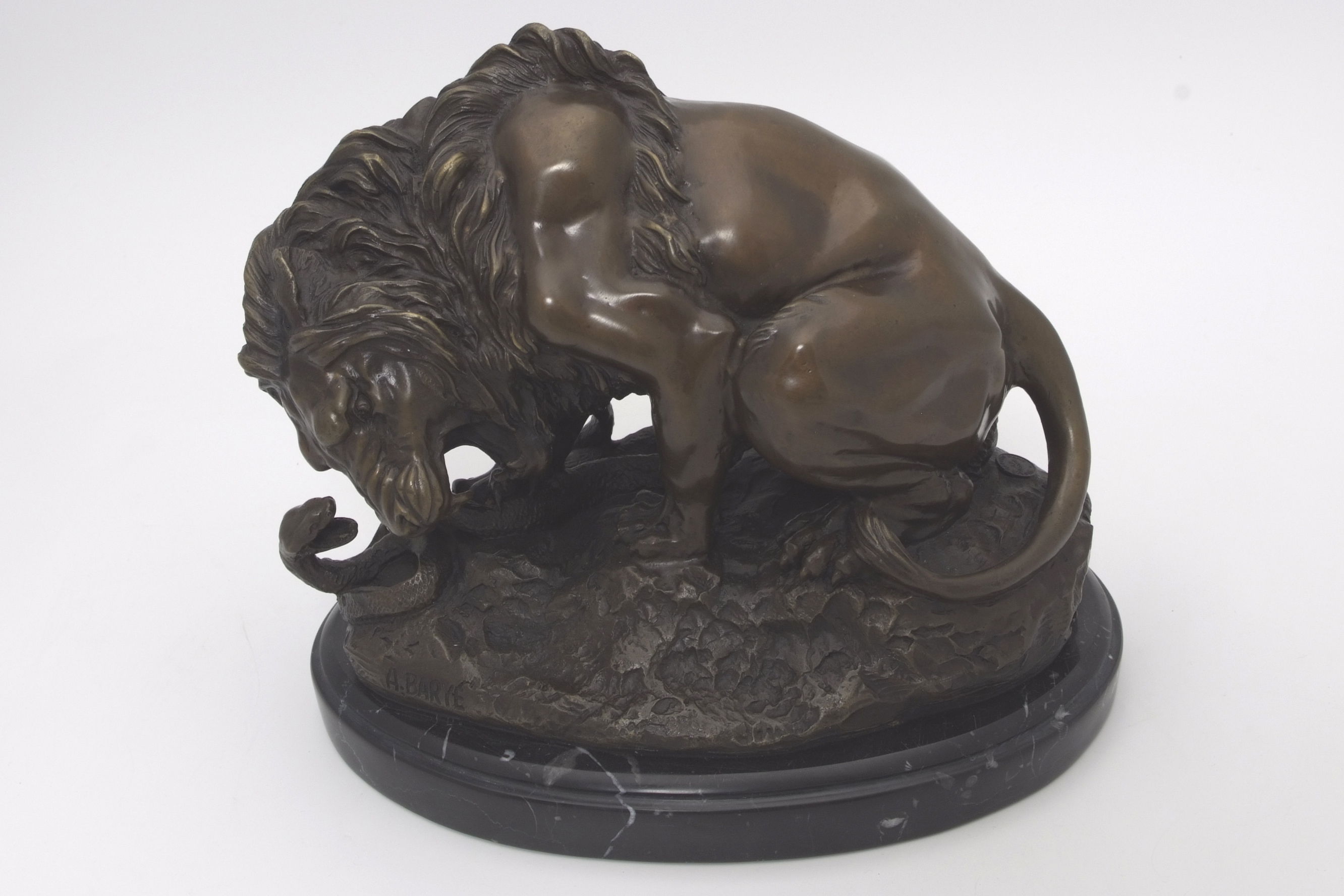
Лев і Змія, бронза, скульптора Антуана-Луї Барі, 1833 емблема спецслужби

Після Другої світової війни у Франції паралельно діяли три служби військової контррозвідки. У вересні 1944 року була відтворена служба безпеки у військово-морському флоті, в лютому 1945 року — служба безпеки ВПС, а 30 січня 1946 року начальник Генерального штабу сухопутних військ генерал Ж. де Латрі де Тассіньї створив військову службу безпеки (SSM). Ці три спецслужби були об'єднані 31 січня 1948 в єдиній службі безпеки збройних сил (SSFA). SSFA відповідала за «запобігання шпигунства та пропаганди, що впливає на стан моралі та дисципліни у збройних силах, захист військової таємниці, охорону великих військових об'єктів, запобігання диверсій у збройних силах, службах та установах при міністрі оборони».14 грудня 1953 року SSFA була перейменована в «службу безпеки національної оборони та збройних сил» (SSDNFA), а 5 квітня 1961 року SSDNFA, в свою чергу, була перейменована в управління військової безпеки (DSM). Нарешті, 20 листопада 1981 року DSM було переменовано в Директорат безпеки оборони (DPSD), на який покладено обов'язки «координувати необхідні заходи захисту інформації, об'єктів, документів або процедур, пов'язаних з обороною та збройними силами або установ, пов'язаних з ними, а також виконавцями секретних національних оборонних контрактів».

## Завдання
Завдання DPSD включають:
- розробку та моніторинг виконання заходів у сфері безпеки збройних сил Франції;
- вироблення методів захисту від загроз (терористичної діяльності, шпигунства, підривної діяльності, саботажу та організованої злочинності);
- захист осіб, які мають допуск до інформації, що становить військову таємницю. Здійснює процедуру класифікації національної секретної інформації;
- проведення досліджень, пов'язаних з обробкою інформації, та здійснення контролю за ІТ-безпекою;
- боротьба з незаконною торгівлею військовою технікою, зброєю та боєприпасами.

DPSD веде свою діяльність у всіх місцях присутності збройних сил Франції, а також виконує завдання у сфері економічної контррозвідки (промислової безпеки) для захисту високотехнологічних оборонних підприємств.

## Директора
- Дивізійний генерал Мішель Жора (1981 — 1982)
- Бригадний генерал Арман Вотрен (1982 — 1984)
- Бригадний генерал Жан-Луї Дебе (1985 — 1987)
- Дивізійний генерал П'єр Девемі (1987 — 1989)
- Дивізійний генерал Антоніо Жером (1989 — 1990)
- Генерал корпусу Ролан Гійом (1990 — 1997)
- Генерал корпусу Клод Асансі (1997 — 2000)
- Генеральний інспектор Домінік Конор (2000 — 2002)
- Генерал корпусу Мішель Барро (2002 — 2005)
- Генерал корпусу Дені Серполе (2005 — 2008)
- Генерал корпусу Дідьє Боліли (2008 — 2010)
- Генерал авіації Антуан Крьо (2010 — 2012)
- Дивізійний генерал Жан-П'єр Боссе (2012 — 2014).
- Генерал корпусу Жан-Франсуа Хогард (Jean-François Hogard) (з 1 вересня 2014 року)[4]

## Організаційна структура
Штаб-квартира DPSD розташована в Форт де Ванв у західному передмісті Парижа Малакофф (департамент О-де-Сен), на бульварі Сталінград. Крім штаб-квартири, DPSD останнім часом має 42 територіальних підрозділи у Франції і за кордоном  (порівняно з 64 територіальними підрозділами 2001 року).
У штаб-квартирі є такі підрозділи:
- відділ розвідки;
- відділ забезпечення безпеки (захист об'єктів оборонної промисловості, контроль за торгівлею зброєю);
- відділ досліджень (збір інформації від агентури та технічних джерел);
- відділ персоналу;
- відділ інформаційних та комунікаційних систем;
- відділ управління та логістики.

## Персонал
2012 року в штаті DPSD було 1189 співробітників, в тому числі:
- 957 військових, у тому числі 227 офіцерів;
- 232 цивільних службовців, у тому числі 34 службовців категорії А.

Жінки складають більше 30 % від чисельності персоналу DPSD (65 % цивільних і 21 % військовослужбовців).
Штат  DPSD в останні роки зазнав скорочення: наприклад, в 2006 році він налічував 1459 осіб (1090 військових і 369 цивільних службовців). До 2014 року планується скорочення числа співробітників до 1 130.
На кінець 2013 року, в штаті Директорат безпеки оборони 1053 робітників, зайнятих повний робочий день. Ці цифри включають в себе:
- 210 офіцерів;
- 37 цивільних службовців категорії А.

Рішенням від 22 листопада 2013 року, в рамках майбутнього закону військового планування, штат Директорату безпеки оборони в 2014 році буде складати 1080 і 1100 чоловік у 2015 році.
Для порівняння, німецький еквівалент Директорату безпеки оборони, Управління захисту військової служби (Служба військової контррозвідки, MAD), мало штат в 2008 році 1300 чоловік.

## Бюджет
2012 року бюджет DPSD склав 97,4 млн євро (зростання на 3,7 % порівняно з 2011 роком).
В 2014 році, бюджет Директорату безпеки оборони склав 93 180 000 євро проти 94,98 млн. € в 2013 році, зниження приблизно на 2 млн євро в порівнянні з минулим роком.